# Thomas Harrington
Sir Thomas Harrington of Hornby (* 1400; † 30. Dezember 1460) war ein englischer Ritter, der im Hundertjährigen Krieg und in den Rosenkriegen kämpfte.

## Leben
Er war der Sohn von Sir William Harrington († 1440) aus dessen Ehe mit Margaret Neville († um 1443), Erbtochter des Sir Robert Neville († 1413), Gutsherr von Hornby in Lancashire.
1430 begleitete er den jungen König Heinrich VI. nach Frankreich. 1436 diente er im englischen Heer in der Picardie. Er war Teil der Gesandtschaft, die im Jahr 1445 Margarete von Anjou nach England zu ihrer Vermählung mit Heinrich VI. begleitete.
1447 war er als Knight of the Shire für Lancashire Mitglied des Parlaments. Damals war er Esquire von Thomas Stanley, 1. Baron Stanley. 1449 erhielt er den Ritterschlag als Knight Bachelor und saß 1451 erneut im Parlament.
Nach dem Tod seines Vaters übernahm er von diesem einige niedere Verwaltungsämter im Herzogtum Lancaster. In den Folgejahren trat er als Steward von Amounderness auch in den Dienst des Richard Neville, 5. Earl of Salisbury. Bei den Unruhen in Nordengland 1454/55 („Northern Unrest“) wurde Sir Thomas zusammen mit Thomas Stanley, 1. Baron Stanley, beauftragt, die Verursacher, insbesondere Henry Holland, 3. Duke of Exeter und Thomas Percy, 1. Baron Egremont, dingfest zu machen.
Im Mai 1455 kämpfte er bei der Ersten Schlacht von St Albans für das Haus York. Noch im selben Jahr wurde er als Knight of the Shire für Yorkshire ins Parlament gewählt und war 1455/56 High Sheriff von Yorkshire.
1459 kämpfte er an der Seite des Richard Neville, 5. Earl of Salisbury, in der Schlacht von Blore Heath für das Haus York. Zusammen mit John Neville, 1. Marquess of Montagu, und Sir Thomas Neville, den beiden jüngeren Söhnen des Earls of Salisbury, musste Sir Thomas Harrington von Blore Heath fliehen. Die drei wurden aber am darauffolgenden Tag aufgespürt und für neun Monate im Chester Castle inhaftiert.
Am 30. Dezember 1460 fiel Sir Thomas in der Schlacht von Wakefield.

## Ehe und Nachkommen
1419 heiratete er Elizabeth Dacre, Tochter des Thomas Dacre, 6. Baron Dacre. Diese brachte die Güter Tatham und Heysham in Lancashire mit in die Ehe. Mit ihr hatte er sechs Kinder:
- Sir John Harrington of Hornby (um 1424–⚔ 1460 bei Wakefield), ⚭ Maud Clifford;
- Sir James Harrington (* um 1433), ⚭ Joan Neville;
- Margaret Harrington (* um 1435), ⚭ Thomas Curzon († 1485);
- Jane Harrington (* um 1441), ⚭ John Savile of Tornhill;
- Sir Robert Harrington of Badsworth (um 1444–1487), ⚭ Isabella Balderstone.